# Luis Santos Silva
Luis Santos Silva (...) è un ex calciatore paraguaiano, di ruolo centrocampista.

## Carriera
Prese parte con la Nazionale paraguaiana ai Mondiali del 1958 e al Campionato Sudamericano del 1955.